# Фуиг (Порторико)
Фуиг (шп. Fuig) град је у америчкој острвској територији Порторико, острвској држави Кариба.

## Демографија
По попису из 2010. године број становника је 1.110, што је 94 (-7,8%) становника мање него 2000. године.
| Група             | 2000.         | 2010.         |
| Белци             | 6 (0,5%)      | 6 (0,5%)      |
| Афроамериканци    | 59 (4,9%)     | 78 (7,0%)     |
| Азијати           | 0 (0,0%)      | 0 (0,0%)      |
| Хиспаноамериканци | 1.198 (99,5%) | 1.103 (99,4%) |
| Укупно            | 1.204         | 1.110         |